# Мандал (місто)
Мандал — місто, адміністративний центр комуни Лінндеснес у фюльке Агдер у Норвегії. Це четверте місто у Агдері за кількістю населення, поступаючись лише Крістіансанну та четверте у районі Серланн за величиною. Місто розташоване на південному кінці долини Мандален у гирлі річки Мандалсельва. 

## Географія
Місто розташоване уздовж європейської магістралі E39, на південному заході від міста Крістіансанн та на південному сході від міста Флеккефіорд. Недалеко від кордону міста Мандал можна побачити кілька приміських селищ. На сході є Іме, на південному заході - Санум. На півночі, вздовж річки Мандалсельва, простягається село Кроссен. Ці мініатюрні поселення, які разом з невеличкими острівками, створюють неповторну атмосферу приморського міста.

## Історія
Земля навколо того, що сьогодні є містом Мандал, не розвивалася в середні віки. Впродовж 1300-х торговий центр Вестер-Рісьор виріс вздовж річки Согнефіорд, на захід від сучасного міста. Мандал виник тоді, коли король Ерік Померанський дозволив місцевим жителям торгувати лососем. До 1500-х, Вестеррісьор був жвавим містечком, де знаходився найстаріший ринок у Вест-Агдер. Протягом 1600-х років назва міста змінилася на Мандал. Вилов лосося та деревообробна промисловість ще більше сприяли розвитку міста протягом 1700-х років. Церква Мандала була збудована в 1821 році після того, як стара згоріла під час пожежі в 1810 році.
1 січня 1838 року містечко отримало права на самоврядування як морський порт відповідно до нового місцевого закону. Мандал одержав повноправний статус міста у 1921 році. Протягом 60-х років в Норвегії було багато громадських об'єднань, пов'язаних з роботою Комітету Шей. 1 січня 1964 року Місто Мандал (населення — 5446 осіб) було об'єднано з сусідньою комуною Гальсе-ог-Гаркмарк (населення — 3666) та більшою частиною Голума (населення — 1127), аби сформувати нову більшу комуну Мандал. У 2020 році комуну Мандал, комуну Марнардал та комуну Ліндеснес було об'єднано. Сьогодні Мандал є центром комуни Ліннеснес.

## Походження назви
Місто назване на честь долини (і річки), у якій воно розташоване: Мандален. Назва міста Мандал походить від давньонорвезького слова Marnardalr. Перша частина слова — це назва річки Менерн (сьогодні Мандалсельва) в родовому відмінку, а друга — dalr, що означає «долина».
До 1653 року місто мало назву Вестеррісьор (що означає «західний Рісьор»). Назва спочатку походила від острова Рішея, який знаходився за межами міста. Перша частина слова була додана у 16 столітті, щоб відрізнити його від міста Остеррісьор (що означає «східний Рісьор»), який тепер просто називається Рісьор. 

## Місто сьогодні
Мандал — туристичне місто, особливо завдяки пляжу Сесаннен. За опитуваннями цей пляж вважається одним із найпопулярніших у Норвегії.. Вузькі білі вуличкі та комфортна атмосфера приморського містечка приваблюють туристів. Місто пропонує 20 варіантів розташування для гостей.

### Як добратись
До міста можна добратись кількома видами транспортних засобів. Автобусом із Крістіансанна, автомобілем з будь-якого міста на узбережжі. З Осло або Ставангера до станції Марнардал (Marnardal) потягом, далі пересадка, автобусом до Мандала.